# 비교기

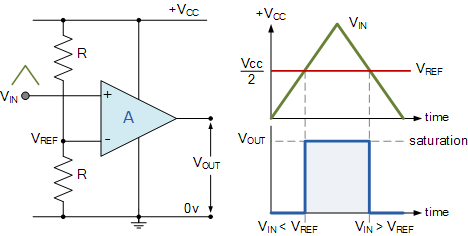
비교기의 동작 그림

전자공학에서 비교기, 비교 측정기, 콤퍼레이터(comparator), 비교 회로는 2개의 전압이나 전류를 비교하고 더 큰 쪽을 가리키는 디지털 신호를 출력하는 장치이다. 두 개의 아날로그 입력 단말 {\displaystyle V_{+}\,}와 {\displaystyle V_{-}\,}, 그리고 하나의 이진 디지털 출력 {\displaystyle V_{\rm {o}}\,}을 갖추고 있다. 출력은 이상적으로는 다음과 같다:
{\displaystyle V_{\rm {o}}={\begin{cases}1,&{\mbox{if }}V_{+}>V_{-}\\0,&{\mbox{if }}V_{+}<V_{-}\end{cases}}}
비교기는 특수한 높은 게인(gain)의 차동 증폭기로 구성되어 있다. 이것들은 아날로그-디지털 변환기(ADC), 완화 발진기 등 디지털 아날로그 신호를 측정하는 장치에 사용된다.

## 같이 보기
- 디지털 비교기
- 전압 조정기

 이 문서는 다음을 포함합니다: 퍼블릭 도메인 자료 - 총무청 문서 "연방 표준 1037C".